# Серцева недостатність
Серцева недостатність (СН), (англ. heart failure, лат. insufficientia cordis) — патологічний стан, який настає в підсумку різноманітних захворювань серця, що зменшують насосну спроможність серця, наслідком чого є недостатня циркуляція крові в організмі людини, причиною чого є дисбаланс між гемодинамічними потребами організму та можливостями серця. Серцева недостатність є також клінічним синдромом і водночас наслідком багатьох хвороб. Поділяється на гостру та хронічну серцеву недостатність, деякі джерела виділяють також зворотну серцеву недостатність, якщо симптоми серцевої недостатності спостерігаються протягом обмеженого проміжку часу при гострих серцевих захворюваннях, та є вторинною до зворотної систолічної дисфункції, спричиненої ішемією міокарду та минає після реваскуляризації ураженої частини серцевого м'яза.

## Епідеміологія
Серцева недостатність є розповсюдженим патологічним станом, та однією із найрозповсюдженіших причин загальної смертності. За оцінками вітчизняних та закордонних медиків, 1,5—2 % усього населення мають ознаки хронічної серцевої недостатності; у Росії наводять цифру від 0,4 % до 2 % всього дорослого населення, у країнах Західної Європи ознаки хронічної серцевої недостатності мають 2,9—3,9 % усього населення. Частота хронічної серцевої недостатності збільшується з віком, і за оцінками, серед осіб старших 65 років вона спостерігається у 3—5 % випадків, а серед осіб старших 75 років частота серцевої недостатності складає 10 %. Гостра серцева недостатність частіше супроводжує гострий інфаркт міокарду, в молодшому віці також життєнебезпечні аритмії та кардіоміопатії, міокардити, вроджені й набуті вади серця, та, зокрема в США, є причиною госпіталізації близько 1 мільйона осіб щорічно, причому ще на догоспітальному етапі в 3,9–5 % випадків реєструється тяжкий ступінь гострої серцевої недостатності, а летальність внаслідок розвитку гострої серцевої недостатності сягає 9,9 %.

## Етіологія
Головними причинами гострої серцевої недостатності є гострий коронарний синдром (як інфаркт міокарда, так і нестабільна стенокардія із вираженою ішемією та дисфункцією міокарду), декомпенсація хронічної серцевої недостатності при хронічних захворюваннях серця (зокрема кардіоміопатіях), гіпертонічні кризи, гострі аритмії (зокрема шлуночкова тахікардія, фібриляція шлуночків, фібриляція або тріпотіння передсердь, інші суправентрикулярні тахікардії), виражена регургітація крові на клапанах серця (зокрема, при ендокардиті та розриві сухожильних хорд), важкому міокардиті, важкому аортальному стенозі, розриві аневризмі серця, тампонаді серця, післяпологовій кардіоміопатії. Гостра серцева недостатність також може бути спричинена і несерцевими захворюваннями: феохромоцитомою, зловживанням алкоголем або наркотиками, інфекційними захворюваннями (сепсис або септицемія, пневмонія), бронхіальною астмою, порушеннями функції нирок, важкими інсультами, важкими анеміями, тиреотоксичним кризом, після об'ємних хірургічних операцій, при перевантаженні об'ємом (введення в організм великого об'єму рідини) при передозуванні деяких лікарських засобів.
Найчастішими причинами хронічної серцевої недостатності є ішемічна хвороба серця (в тому числі інфаркт міокарду), артеріальна гіпертензія, кардіоміопатії, ендокринні захворювання (цукровий діабет, гіпотиреоз або гіпертиреоз, хвороба Іценка — Кушинга, наднирникова недостатність, феохромоцитома), периродова кардіоміопатія, термінальні стадії хронічної ниркової недостатності, зловживання алкоголем або наркотиками, отруєння деякими хімічними речовинами (ртуть, кобальт, миш'як), передозування деяких лікарських засобів (зокрема, бета-блокаторів, блокаторів кальцієвих каналів, деяких антиаритмічних та цитотоксичних препаратів), недостатність деяких сполук у харчуванні (зокрема, карнітину, тіаміну, сполук селену), ожиріння, кахексія, саркоїдоз, амілоїдоз, гемохроматоз, системні захворювання сполучної тканини, деякі інфекційні захворювання (СНІД, хвороба Шагаса).

## Класифікація
За клінічним перебігом вирізняють серцеву недостатність:
- Гостру:
  - гостру декомпенсовану застійну серцеву недостатність
  - гостру серцеву недостатність із гіпертензією або гіпертонічним кризом
  - набряк легень
  - кардіогенний шок
  - гостру серцеву недостатність із високим серцевим викидом
  - правошлуночкову гостру серцеву недостатність[9][11]
- Хронічну:
  - за функціональними класами (ФК I, II, III, IV)
  - за клінічними стадіями (I, II, III)

Згідно з частиною джерел, також виділяють зворотну серцеву недостатність, у випадку швидкого зворотного розвитку симптомів серцевої недостатності впродовж обмеженого проміжку часу.[джерело?] Серцева недостатність поділяється також згідно етіології виникнення, на лівошлуночкову, або систолічну, яка характеризується зниженням скоротливої функції лівого шлуночка, та правошлуночкову, що характеризується зниженням скоротливої функції правого шлуночка.
Хронічна серцева недостатність класифікується згідно з функціональною класифікацією, розробленої Нью-Йоркською Асоціацією Кардіологів — NYHA (англ. New York Heart Association Functional Classification).
- Функціональний клас I — немає симптомів при звичайній активності.
- Функціональний клас II — незначне обмеження активності внаслідок серцевої недостатності, пацієнт почувається комфортно у спокої і при невеликих навантаженнях.
- Функціональний клас III — значне обмеження будь-якої активності внаслідок серцевої недостатності, пацієнт почувається комфортно лише у спокої.
- Функціональний клас IV — будь-яка активність призводить до симптомів серцевої недостатності. Симптоми серцевої недостатності є у спокої і посилюються при будь-якому навантаженні.[5][7]

За клінічними стадіями хронічна серцева недостатність класифікується відповідно до стадій недостатності кровообігу згідно з класифікацією українських терапевтів Стражеска і Василенка, затвердженої ще у 1935 році XII Всесоюзним з'їздом терапевтів.
- I стадія (СН-I або НК-I) У стані спокою порушення гемодинаміки відсутні та виявляються лише при фізичному навантаженні.
- II стадія
  - Стадія ІІА (СР-ІІА або НК-ІІА). Порушення гемодинаміки у вигляді застою в одному колі кровообігу (малому або великому), що зберігаються в спокої.
  - Стадія ІІБ (СН-ІІБ або НК-ІІБ). Порушення гемодинаміки у вигляді застою в обох колах кровообігу (малому та великому), що зберігаються в спокої. Відзначаються виражені гемодинамічні порушення.
- III стадія (СН-ІІІ або НК-ІІІ) Виражені порушення гемодинаміки із венозним застоєм в обох колах кровообігу, перфузійними та метаболічними розладами організму (асцит, гідроторакс, анасарка).[5][7]

## Клінічні ознаки

### Гостра серцева недостатність
Гостра серцева недостатність має кілька клінічних варіантів перебігу, які мають деякі відмінності в симптоматиці.
При клінічному варіанті гострої серцевої недостатності по типу лівошлуночкової недостатності у хворих з'являються скарги на задишку, спочатку помірну, а при важких формах із приєднанням кашлю, часто з виділенням пінистого мокротиння, при огляді хворого спостерігаються блідість або ціаноз шкіри, яка одночасно волога або липка на дотик, артеріальний тиск у хворого нормальний або дещо підвищений, при аускультації легень вислуховуються вологі хрипи над усією поверхнею легень, а на рентгенографії органів грудної клітки спостерігаються явища застою в легенях.
При клінічному перебігу гострої серцевої недостатності по типу правошлуночкової недостатності спостерігається блідість або ціаноз шкірних покривів, набряки на нижніх кінцівках, зниження артеріального тиску, збільшення розмірів печінки, при аускультації легень вислуховуються вологі хрипи над усією поверхнею.
При клінічному перебігу гострої серцевої недостатності по типу поєднаної лівошлуночкової і правошлуночкової недостатності спостерігається зниження артеріального тиску, загальна слабкість, сплутаність свідомості, блідість шкірних покривів із периферичним ціанозом, слабкий ниткоподібний пульс, підвищена пітливість, олігурія або анурія.
При кардіогенному шоку спостерігається частий та м'який ниткоподібний пульс на периферичних артеріях при хорошій пульсації на великих магістральних артеріях (унаслідок централізації кровообігу), зниження артеріального тиску (більш виражене зниження систолічного пульсу), збільшення частоти дихання, при аускультації легень — вологі та сухі хрипи в нижніх відділах легень. При огляді хворого шкіра бліда, волога і холодна на дотик, вкрита холодним потом. У хворого спостерігається олігурія або анурія.

### Хронічна серцева недостатність
При хронічній серцевій недостатності симптоматика недостатності кровообігу наростає відповідно до ступеня серцевої недостатності.
При І ступені серцевої недостатності спостерігається відсутність у спокої клінічних ознак недостатності серця, однак вони з'являються при фізичних навантаженнях: виникає задишка, серцебиття, блідість шкіри, акроціаноз, неспокій, слабкість.

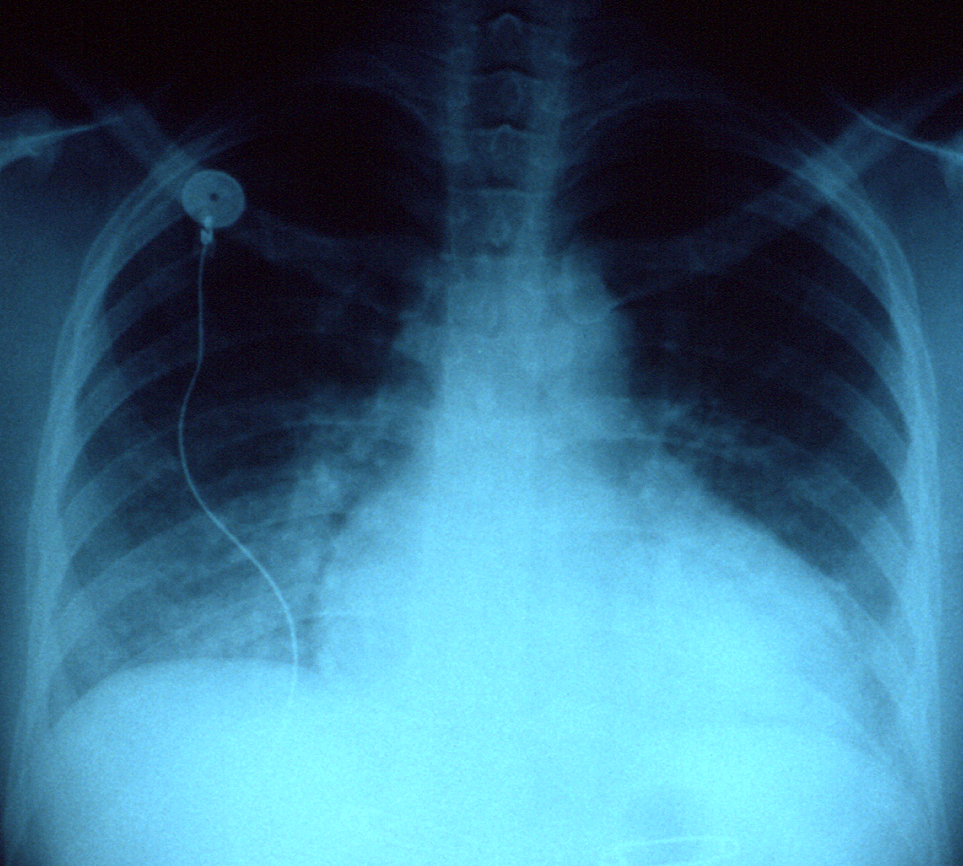
Рентгенографія грудної клітки, на якій видно розширення меж серця унаслідок застійної серцевої недостатності.

При серцевій недостатності ІІА ступеня у хворих спостерігаються наступні симптоми: задишка та ціаноз у спокої (іноді вони виражені слабо), зростає частота дихання на 20-30 %, частота пульсу зростає на 10-15 %, з'являється пастозність підшкірно-жирової основи нижніх кінцівок, до кінця дня на кінцівках з'являються набряки. Печінка збільшена на 2-4 см. Рентгенологічно та аускультативно виявляються помірні застійні явища у легенях. Спостерігається роздратованість, порушення сну, втрата апетиту, наприкінці дня з'являються розбитість та головний біль.
При подальшому прогресуванні серцевої недостатності до ступеня ІІБ у спокої зберігається стійка задишка та тахікардія: у порівнянні з нормою частота дихання збільшується на 40-70 %, частота пульсу — на 15-25 %. У хворого часто спостерігаються анорексія, неспокій (може бути й глибока апатія), роздратованість, безсоння, пітливість. Границі серця розширені, тони серця ослаблені, часто спостерігаються порушення ритму та провідності, у хворих є ознаки застійних явищ у малому колі кровообігу, набряки обличчя, а також поширені набряки підшкірно-жирової основи кінцівок, спини, у чоловіків також і набряк калитки. Печінка збільшена на 4-5 см та більше, щільна, можуть спостерігатися ознаки порушення функції печінки, шкіра і склери можуть набувати жовтуватого відтінку. Діурез зменшений, у сечі з'являються формені елементи крові (лейкоцити та еритроцити), спостерігається протеїнурія. При біохімічному аналізі крові спостерігаються порушення електролітного балансу та кислотно-основний баланс.
При ІІІ ступені серцевої недостатності у хворих у стані повного спокою реєструється різка задишка (частота дихання збільшена на 70-100 % у порівнянні з нормою) та виражена тахікардія (частота пульсу перевищує вікову частоту на 30-40 %), у більшості випадків спостерігаються порушення ритму та провідності серця, тони серця значно ослаблені при аускультації з'являється ІІІ тон, іноді й патологічний IV тон серця, границі серця розширені. Спостерігаються поширені та виражені набряки підшкірно-жирової основи обличчя, тулуба, кінцівок, асцит. Нижній край щільної печінки на рівні пупка та нижче, збільшена селезінка. Діурез знижений до олігурії, є патологічні зміни у сечі. У хворих спостерігаються скарги на біль у ділянці печінки, апатію, безсоння, різні неприємні відчуття, головний біль. Характерні кахексія, дистрофічні зміни зі сторони шкіри та видимих слизових оболонок. Часто приєднуються ускладнення з боку дихальної системи (пневмонія, бронхіт та ін.), які прискорюють летальний кінець.

## Діагностика
При гострій серцевій недостатності пацієнти потребують екстрених діагностичних і лікувальних заходів, тому в діагностиці гострої серцевої недостатності важливішу роль грають анамнез захворювання, клінічна симптоматика та дані огляду хворого та його фізикальне обстеження. З інструментальних методів обстеження в діагностиці гострої серцевої недостатності найважливіше місце посідають ЕКГ, яке дає можливість побачити ознаки гострого коронарного синдрому, порушення ритму або провідності, ознаки перевантаження або гіпертрофії камер серця, а також перикардиту; ехокардіографія дає можливість оцінити систолічну і діастолічну функцію лівого і правого шлуночка, стан і функцію клапанів серця, ознаки захворювань перикарду, місце ймовірного пошкодження міокарду при інфаркті міокарду; рентгенографія грудної клітки проводиться для оцінки розмірів та контурів серцевої тіні, а також діагностики застою в легенях та інфекційних захворювань дихальної системи (пневмонії, плеврити, хронічні обструктивні захворювання легень); коронарографія при гострому коронарному синдромі дає можливість оцінити стан коронарних артерій для визначення потреби у проведенні реваскуляризацій них процедур.
У діагностиці хронічної серцевої недостатності важливу роль також мають анамнез захворювання, клінічна симптоматика та дані огляду хворого та його фізикального обстеження. Із інструментальних методів обстеження найважливіше місце посідають ЕКГ, на якому можна виявити ознаки гіпертрофії і перевантаження камер серця, рубцеві зміни після перенесеного інфаркту міокарду, аритмії (зокрема фібриляцію передсердь), за необхідності хворим може проводитись холтерівське моніторування; при рентгенографії грудної клітки визначаються збільшення розмірів серця та венозний застій у нижніх відділах легень; ехокардіографія дає можливість визначити наявність і характер дисфункції лівого шлуночка, стан клапанів серця, розміри порожнин серця, стан ендокарду та перикарду, виявити наявність тромбів у порожнинах серця; коронарографія дає можливість провести диференційну діагностику ішемічної і некоронарогенної кардіоміопатії. З лабораторних методів обстеження для підтвердження діагнозу серцевої недостатності застосовується визначення передсердного натрійуретичного пептиду.

## Лікування
Лікування гострої серцевої недостатності охоплює інгаляцію кисню, адекватну інфузійну терапію, адекватне знеболення (у тому числі наркотичні анальгетики) і седативні засоби, препарати для покращення скоротливої здатності міокарду (адреностимулятори: адреналін, норадреналін, інотропні засоби — дофамін, левосимендан), вазоділятатори (переважно нітрати, найчастіше нітрогліцерин), сечогінні засоби (фуросемід, торасемід), а також симптоматичну терапію (оптимізацію коронарного кровообігу, профілактику та лікування порушень ритму, нормалізацію метаболічних розладів, нормалізацію електролітних і біохімічних розладів).
У лікуванні хронічної серцевої недостатності важливе місце займають модифікація способу життя (дозовані фізичні навантаження, відмова від шкідливих звичок), психологічна реабілітація хворих, дієтотерапія (обмеження вживання кухонної солі, часткове обмеження вживання рідини, прийом легкозасвоюваної калорійної їжі з достатнім вмістом вітамінів і білків). У медикаментозній терапії найважливіше місце посідають інгібітори АПФ (зокрема еналаприл, лізиноприл, раміприл, периндоприл), бета-блокатори (карведилол, бісопролол, метопролол), діуретики (фуросемід, торасемід), антагоністи альдостерону (спіронолактон, еплеренон), серцеві глікозиди (дигоксин, рідше строфантин), інгібітори рецепторів ангіотензину-ІІ (лозартан, валсартан, кандесартан). Також у лікуванні хронічної серцевої недостатності для профілактики тромбоутворення застосовуються антиагреганти (клопідогрель, ацетилсаліцилова кислота) і антикоагулянти (варфарин). Для зниження рівня ліпопротеїнів низької щільності, а також для запобігання виникнення та прогресування серцевої недостатності у хворих ІХС, застосовуються статини. При супутній стенокардії у хворих також застосовуються нітрати (ізосорбіду мононітрат, ізосорбіду динітрат). При наявності порушень ритму у хворих застосовують антиаритмічні препарати.